# Deposito fiscale
Un deposito fiscale è un impianto autorizzato dall'amministrazione finanziaria a fabbricare, trasformare, detenere, ricevere o spedire merci sottoposte ad accisa in regime di sospensione dei diritti di accisa, cioè senza ancora aver pagato l'accisa su tali prodotti.
L'esercizio di un deposito fiscale è subordinato al rilascio di una licenza, che attribuisce al deposito un codice di accisa.
Il depositario, a meno che non sia un ente pubblico, deve di norma versare una cauzione pari al massimo tra il 10% dell'imposta che grava sulla quantità di prodotti stoccabili nei serbatoi e l'imposta mediamente pagata alle scadenze, anche se i soggetti affidabili e di notoria solvibilità possono essere comunque esonerati.
Il deposito è comunque soggetto a vigilanza e controlli da parte dell'amministrazione finanziaria e deve tenere una contabilità dei prodotti detenuti e movimentati.
Tra i vari depositi fiscali troviamo:
- deposito fiscale accisa, destinato allo stoccaggio, trasformazione e movimentazione di prodotti alcolici ed energetici in sospensione di accisa
- deposito fiscale Iva, destinato allo stoccaggio, trasformazione e movimentazione di tutti i prodotti soggetti ad imposta Iva in sospensione
- deposito fiscale Doganale, destinato allo stoccaggio, trasformazione e movimentazione di tutti i prodotti soggetti a Dazi doganali in importazione in sospensione

## La gestione dell'accisa sui prodotti alcolici
I prodotti alcolici si dividono nelle categorie di:
| birra                                                    | B | birra                                                                  | B000 |
| Vino e bevande fermentate diversi dal vino e dalla birra | W | Vino fermo e bevande ancora fermentate diverse da vino e birra         | W200 |
| Vino e bevande fermentate diversi dal vino e dalla birra | W | Spumante e bevande fermentate frizzanti diverse dal vino e dalla birra | W300 |
| Prodotti intermedi                                       | I | Alcol: prodotti intermedi                                              | I000 |
| Alcol etilico e alcolici                                 | S | Bevande spiritose                                                      | S200 |
| Alcol etilico e alcolici                                 | S | Alcol etilico                                                          | S300 |
| Alcol etilico e alcolici                                 | S | Alcool parzialmente denaturato                                         | S400 |
| Alcol etilico e alcolici                                 | S | Altri prodotti contenenti alcol etilico                                | S500 |

Ogni tipologia di prodotto ha una parte Idrata (il liquido) ed una parte Anidra (l'alcool contenuto nel liquido).
Ai fini del calcolo delle accise gravanti su un certo tipo di prodotto si deve considerare quanto liquido o anidro si deve considerare per tassarlo ad una certa aliquota accisa.
Esempio:
Abbiamo una bottiglia di grappa da 1 Litro (Idrato) con gradazione alcolica di 99% (categoria S200) dove l'aliquota gravante su un litro Anidro è di €10,3552.
Per il calcolo dell'accisa gravante si deve procedere in questo modo:
1 litro x 99 gradi / 100 = 0,99 litri anidri (parte alcolica contenuta in un litro)
Valore Accisa gravante = 0,99 anidri x €10,3552 = 10,251648€